# 嵐山市民スキー場
嵐山市民スキー場（あらしやましみんスキーじょう）は、北海道上川郡鷹栖町にかつて存在したスキー場。行政区画上では鷹栖町域にあるが、運営管理は旭川市が行なっている。
資金等の関係で2006年2月末で閉鎖した。跡地は一部を自然公園として整備するほか、森林としての復帰を目指す方向で検討が進められている。

## スキージャンプ台
本スキー場にはスキージャンプ台（K点76mと50mの2種類、以下「K76」と「K50」と略す）が設けられており、かつては雪印杯全日本ジャンプ旭川大会といった全日本レベルの競技会も開催されていた。
旭川市では、ジャンプ台についてスキー場の閉鎖後も使用を継続するとしていたが、施設が老朽化していることや、特にK76について全日本スキー連盟におけるスキージャンプ台の公認規格が1996年（平成8年）に大幅に改訂されたことに伴う改修が行われていないことから、現在はK50のみが地元のスキー少年団等の練習に使用されている程度で、公式競技会は2010年現在開かれていない。
このため「施設の老朽化により怪我人が出る恐れがある」「自然復帰の障害物となる」等の理由でジャンプ台の撤去を求める意見も出されているが、逆に「スポーツ振興のためにはむしろジャンプ台を改修して国際競技会を開けるようにすべき」等の意見も旭川市議会の一部にあり、意見の一致をみていない。また、改修にしろ撤去にしろ何らかの費用負担が発生することには変わりがなく、現在財政難の状況にある旭川市として新たな費用負担が難しいこともあって、現状は半ば放置状態が続いている。

## リフト
シングルリフト（屈曲リフト）1基
かつてはごく普通のリフトだったが、隣接するジャンプ台を拡張した際に移設しなければならなくなり、傾斜の問題で日本国内では珍しい屈曲リフトが採用された。